# Božena Němcová
Božena Němcová (phát âm tiếng Séc: [ˈboʒɛna ˈɲɛmtsovaː]) (4 tháng 2 năm 1820, Viên – 21 tháng 1 năm 1862, Praha) - tên khai sinh Barbora Novotná, sau này là Barbora Panklová - là một nữ nhà văn nổi tiếng Cộng hòa Séc và cũng là một thành viên nổi bật của phong trào Phục hưng Dân tộc Séc. Bà được coi là người đặt nền móng cho Văn học Séc hiện đại.

## Tiểu sử và sự nghiệp
Božena sinh ngày 4 tháng 2 năm 1820 tại Viên, kinh đô của Áo với tên khai sinh là Barbora Pankel. Bà là con gái của Johann Pankel, một người dân gốc Hạ Áo và Teresie Novotná, một hầu gái có nguồn gốc người Čechy (Bohemia). Thời niên thiếu của Božena trải qua ở ngôi làng Ratibořice với bà ngoại Magdalena Novotná - một người có ảnh hưởng lớn trong đời sống của nữ văn sĩ tương lai. Trên thực tế, hình ảnh về bà ngoại Magdalena chính là cảm hứng cho nhân vật chính trong tiểu thuyết nổi tiếng nhất của Němcová về sau.

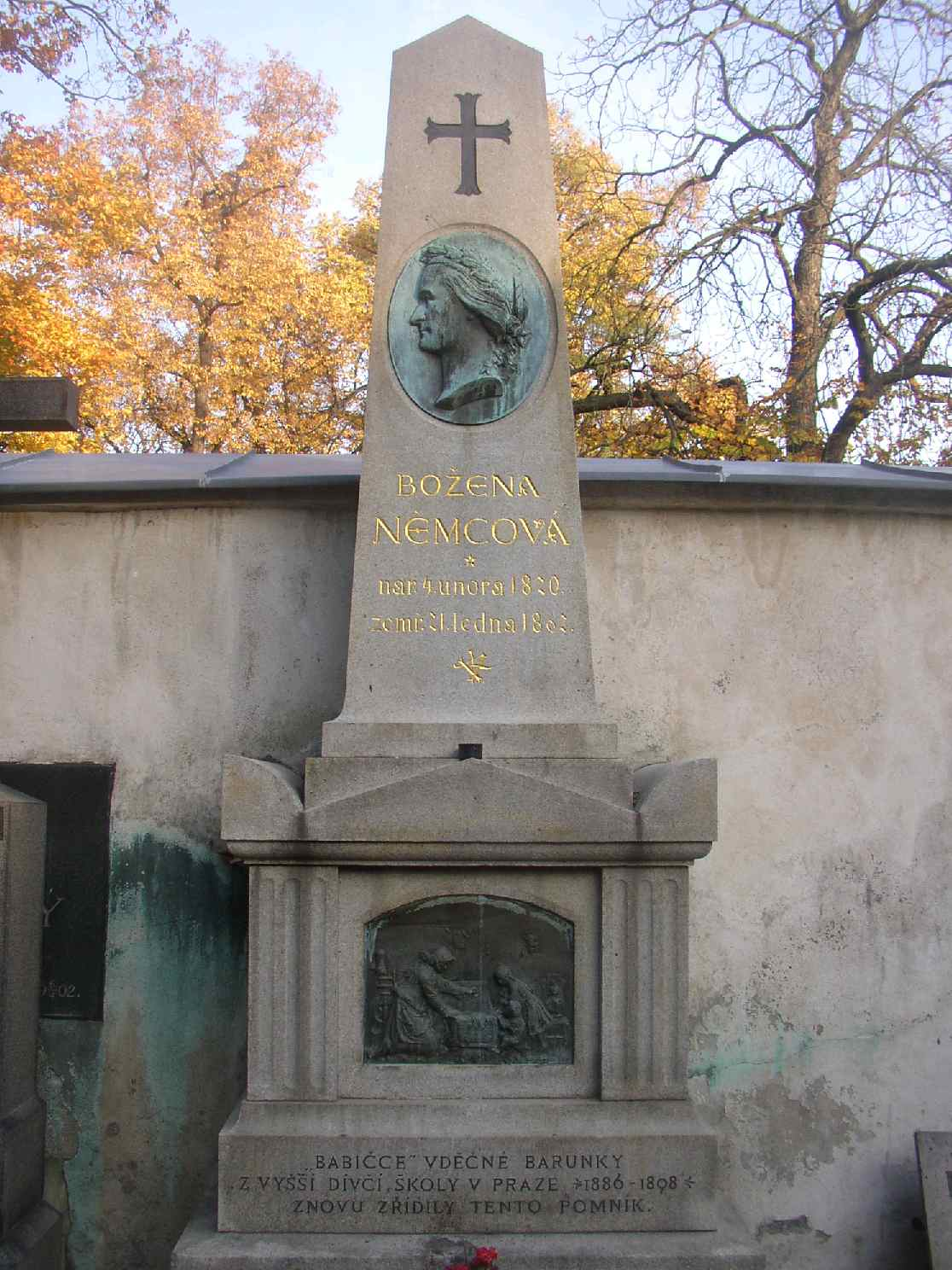
Grave of Božena Němcová in Vyšehrad Cemetery